# 傅山龙属
傅山龙属（学名：Fushanosaurus）是新疆石树沟组的一属原始巨龙形类恐龙，模式种是奇台傅山龙（Fushanosaurus qitaiensis），属名、种名皆取自化石发现地。其仅所知于正模标本FH000101，含一件近乎完整的右股骨。以汝阳“黄河巨龙”和大夏巨龙作为基础，估计其体长约为30（98英尺），可能会让本属成为已知最长的恐龙。